# Antonín Stavjaňa
Antonín Stavjaňa, född 10 februari 1963 i staden Gottwaldov i dåvarande Tjeckoslovakien, är en tidigare professionell ishockeyspelare.

Antonín spelade för det svenska elitserielaget HV71. mellan åren 1992 och 1994.